# Casey McGehee
Casey Michael McGehee (* 12. Oktober 1982 im Santa Cruz County, Kalifornien) ist ein US-amerikanischer Baseballspieler. Er spielte zuletzt bei den Yomiuri Giants auf der Position des Third Baseman. Davor spielte er für die Chicago Cubs, Milwaukee Brewers, Pittsburgh Pirates, New York Yankees, Miami Marlins, San Francisco Giants und Detroit Tigers in der Major League Baseball.

## Leben
McGehee absolvierte die Soquel High School in Soquel, Kalifornien, und ging danach an die Fresno State University.

## Baseballkarriere

### Chicago Cubs
McGehee wurde 2003 von den Chicago Cubs gedraftet und absolvierte am 2. September 2008 sein erstes Spiel in der Major League Baseball.

### Milwaukee Brewers

#### 2009
Am 31. März 2009 wurde bekannt, dass McGehee von den Milwaukee Brewers verpflichtet wurde. Aufgrund diverser Verletzungen von Infield-Spielern kam McGehee zuerst auf der Third Base und im Laufe der Saison auch auf der Second Base zum Einsatz. Aufgrund mehrerer schwächerer Spiele seiner Teamkollegen wurde er regelmäßig an der Third Base eingesetzt. Am 14. Juni 2009 gelang ihm sein erster Home Run. Nur kurze Zeit später, am 29. Juni 2009, schlug er den ersten Grand Slam seiner Karriere. Am 4. Juli gelang ihm im Spiel gegen die Chicago Cubs seine bisher beste Leistung. Es gelangen ihm vier Hits und fünf RBIs. Aufgrund seiner soliden Leistung in der 2009er-Saison war er ab der Saison 2010 im Team der Brewers die Nummer 1 auf der Position des Third Baseman.

#### 2010
McGehee wurde zum Most Valuable Player der Brewers gewählt. Er setzte sich gegen den Second Baseman Rickie Weeks und den Outfielder Corey Hart durch. Es gelang ihm eine Batting Average von .285 und er schlug 23 Home Runs und führte sein Team mit 104 RBIs in 157 Spielen an. Am 12. August stellte er einen Teamrekord an nacheinander folgenden Hits auf. Es gelangen ihm neun Hits in zwei Spielen gegen die Arizona Diamondbacks.

#### 2011
Im Jahr 2011 betrug seine Batting Average .223 und es gelangen ihm einerseits 13 Home Runs, drei davon am 3. August gegen den Pitcher Edwin Jackson von den St. Louis Cardinals, andererseits war er auch der Third Baseman mit den meisten Errors, nämlich 20, in der gesamten NL.

### Pittsburgh Pirates
Am 12. Dezember 2011 verpflichteten die Milwaukee Brewers Aramis Ramírez und tauschten kurz danach McGehee für José Veras ein und McGehee spielte fortan für die Pittsburgh Pirates.

### New York Yankees
Am 31. Juli 2012 wechselte McGehee zu den New York Yankees. Die Yankees verstärkten sich damit auf der Position des Third Baseman, da der Stammspieler für diese Position Alex Rodriguez aufgrund einer Verletzung für längere Zeit ausfiel.

### Tōhoku Rakuten Golden Eagles
Im Dezember 2012 unterzeichnete er einen Vertrag beim japanischen Verein Tōhoku Rakuten Golden Eagles, welcher mit einem garantierten Gehaltsvolumen von mindestens 1,5 Millionen US-Dollar dotiert war. Im Spieljahr 2013 gewann er mit dem Team die Nippon Series 2013, die japanische Baseball-Meisterschaft.

### Rückkehr in die MLB
Im Dezember 2013, kurz vor Beginn der Saison 2014, kehrte McGehee in die Major League Baseball zurück und schloss in der Folge den Miami Marlins an. Dort agierte er auf der Position des Third Baseman und beendete die Spielzeit 2014 in Miami. Im Dezember 2014 wurde er zu den San Francisco Giants transferiert. Nachdem er in der Folgesaison 2015 mehrmals in die Minor Leagues geschickt worden war, wurde er im Juli 2015 aus seinem Vertrag entlassen. Zwei Tage später kehrte McGehee nach Miami zurück und schloss sich erneut den dort ansässigen Miami Marlins an. Nach Saisonende 2015 war er als Free Agent verfügbar und entschied sich für die Detroit Tigers als künftigen Arbeitgeber. In der Folge pendelte der Third Baseman zwischen den Minor Leagues und der MLB. Nach Beendigung der Saison 2016 wurde er erneut als Free Agent verfügbar.

### Yomiuri Giants
Im Dezember 2016 unterzeichnete er einen Einjahresvertrag bei den Yomiuri Giants mit einer vereinsseitigen Option für ein weiteres Jahr.